# Poiseul-lès-Saulx
Poiseul-lès-Saulx è un comune francese di 62 abitanti situato nel dipartimento della Côte-d'Or nella regione della Borgogna-Franca Contea.

## Società

### Evoluzione demografica
Abitanti censiti